# Phật A-súc-bệ

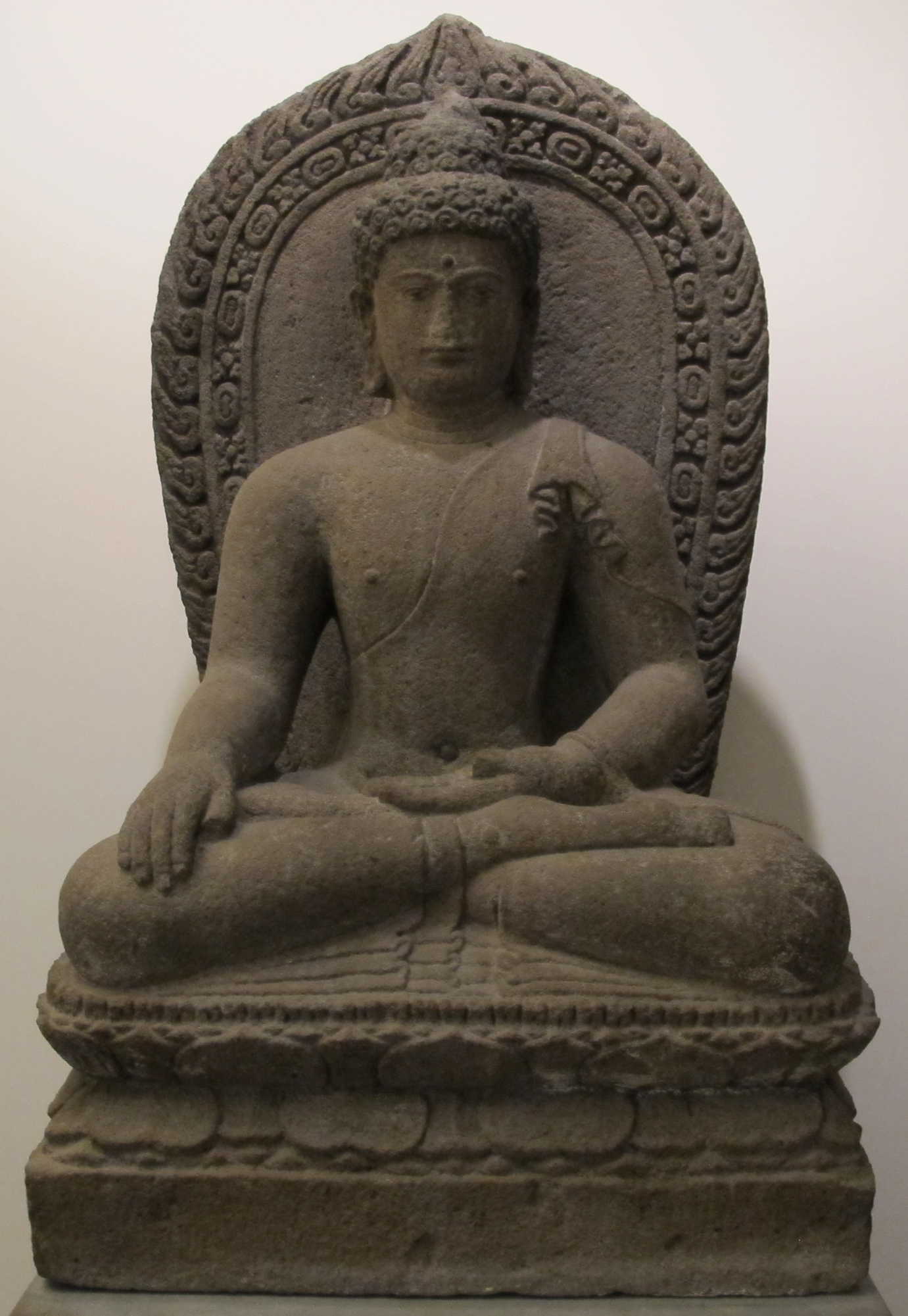
Tôn tượng Phật A-súc

Phật Bất Động hay Phật A-súc-bệ (tiếng Phạn: अक्षोभ्य, IAST: Akṣobhya, chữ Hán: 阿閦如来) là một vị Phật được tôn thờ trong Đại thừa và Kim Cang thừa. Phật A-súc là một trong năm vị Ngũ trí Như Lai của Mật Tông. Theo kinh A-súc Phật Quốc (Taisho 313), Tịnh độ của Bất Động Như Lai tên là Diệu Hỷ quốc (Abhirati), nằm ở phía Đông cõi Ta-bà (Saha).
Trong Duy-ma-cật Sở Thuyết Kinh, cư sĩ Duy-ma-cật (Vimalakīrti) là một vị Bồ-tát đến từ quốc độ của Phật A-súc. Đức Phật Thích Ca Mâu Ni (Sakyamuni) đã yêu cầu Duy-ma-cật chỉ cho pháp hội quán cõi Diệu Hỷ và ngài đã dùng sức thần thông để hiện nước Phật A-súc cho họ xem. Đức Bản sư đã thụ ký cho nhiều người sẽ được tái sinh cõi nước này. Sau đó, ông Duy-ma-cật thu phép thần thông lại (phẩm 12. Thấy Phật A-súc).
Bất Động Như Lai thường bị nhầm lẫn với Bất Động Minh Vương (Acala) dù ngài Bất Động Minh Vương là một trong năm vị Minh Vương và cũng là một trong những vị Hộ pháp (Dharmapala) quan trọng của Mật giáo.

## Phật Bất Động